# Moustier-Ventadour
Moustier-Ventadour är en kommun i departementet Corrèze i regionen Nouvelle-Aquitaine i de centrala delarna av Frankrike. Kommunen ligger  i kantonen Égletons som tillhör arrondissementet Tulle. År 2022 hade Moustier-Ventadour 430 invånare.

## Befolkningsutveckling
Antalet invånare i kommunen Moustier-Ventadour
Referens:INSEE